# 江口壽史
江口壽史（日语：／ Eguchi Hisashi，1956年3月29日—），日本漫畫家、插畫家。男性。他的妻子是前偶像水谷麻里。O型血。代表作有《停止!! 雲雀》、《前進吧!! 海盜》、《江口壽史的爆發晚宴》等。他以女性畫作聞名。

## 經歷、人物

### 成長時期
江口壽史出生於熊本縣水俁市。他從1963年開始播放的電視動畫《原子小金剛》中了解到漫畫的存在，並在《少年》雜誌連載《原子小金剛》後迷上了漫畫。當他第一次開始閱讀時，他最喜歡的是在同一雜誌上連載的關谷久的《停止！哥哥》。一段時間後，他成了千葉徹彌的忠實粉絲。
中學2年級結束時，因父親工作調動，搬到了千葉縣野田市。畢業於千葉縣立柏高等學校。成為浪人後，他進入設計學校，但以學習畫漫畫為名，只在名畫座看電影。
1977年，他根據電影《熱天午後》創作了一個小孩搶銀行的故事，並將歷時3個月創作的《恐怖的孩子們》寄給集英社，並獲得Young Jump獎（每月新人獎）。同年，《8點半的決鬥》獲得第6屆赤塚獎準入選。

### 漫畫家出道
其出道作品《恐怖的孩子們》發表在1977年5月23日號的《週刊少年Jump》上。《8點半的決鬥》也在同年7月11日號發表，《前進吧!! 海盜》從10月9日號開始連載。從《前進吧!! 海盜》的後期開始，可以開始看到封面藝術構圖的巧妙之處，使其看起來像插畫。
早期似乎受到了山上龍彥的影響，在《前進吧!! 海盜》中隨處可見似乎是在向《搞怪刑事》致敬的場景。
1978年，以《隨時低潮的名偵探》獲得第6屆愛讀者獎。1979年，大友克洋的第一本書《鬼·火·熊·武》出版。他對這個作品感到震驚。他覺得「我的畫太老套了」，從此他對繪畫的興趣越來越濃厚，並成為同年創刊的《插畫》雜誌的忠實讀者。

### 《停止!! 雲雀》大受歡迎
1981年，《日之丸劇場》在《週刊少年Jump》1月26日號上連載。同年10月19日開始連載他最熱門的作品《停止!! 雲雀》。大約在這個時候，其寫作技巧開始引人注目，他也開始遭受「純白手稿」的困擾，這種手稿被比喻為「純白鱷魚」，意味著「材料耗盡」。結果，儘管他受到了對漫畫家如此嚴格的Jump來說更奇怪的特殊優待，但他還是停止了《停止!! 雲雀》的創作，並讓其半途而廢。
之後，他將作品轉移到《Fresh Jump》，並開始連載《江口壽史的日之丸劇場》（單行本以《壽五郎劇場》之名出版）。這部作品奠定了「簡短搞笑」的風格，從此成為江口漫畫的主流。《日之丸劇場》連載結束1個月後，雜誌開始連載作者唯一的連載故事作品《「EIJI」 》。第一部完成後，他暫停了寫作，5年後的1990年，他開始連載續集《「EIJI」'85》和《「EIJI」2》，但在3回之後就停了下來。
大約在這個時候，他結束了與集英社的專屬合同，成為自由職業者。開始在其他出版社連載，包括《漫畫ACTION》（雙葉社）的《ERIKA之星》和《Big Comic Spirits》（小學館）的《PAPARINKO物語》，但都中途放棄了。其中，自1986年起在《月刊ASUKA》（角川書店）上與《日之丸劇場》風格相同連載的《江口壽史的總會有辦法！ 》僅休載過一次，並且圓滿終了。
自1988年起，《江口壽史的爆發晚宴》以與《日之丸劇場》、《總會有辦法！》相同的風格在《Action》中連載。1992年，該書榮獲文藝春秋漫畫獎。據說，當他獲得這個獎項時，他被評選委員會主席加藤芳郎視為“時隔許久的第一大新人”。
1989年4月至9月，擔任FM東京深夜廣播節目超級FM雜誌《NORU SORU》的主持人。

### 1990年代
1990年，江口與一直在約會的前偶像水谷麻里結婚（江口的第二次婚姻）。大約從這個時候起，他的插畫工作開始增多，工作重點也逐漸轉向插畫。
1992年，以《江口壽史的爆發晚宴》獲得文藝春日漫畫獎。1995年出任主編並創刊《COMIC CUE》。除了松本大洋、望月峯太郎、吉本良明、魚喃霧子、古屋兔丸等雄心勃勃的作家之外，還舉辦了「主題競賽作品」和「經典漫畫封面」等項目。
1995年，雖然他曾擔任《COMIC CUE》的編輯，但出版的漫畫總共只有14頁，他作為漫畫家實際上已經停止了。
然而，1998年，他開始在《Action》雜誌上連載，表示著他作為連載漫畫家的回歸。雖然很短，每週只有1頁，中斷也很多，但沒有途中放棄，繼續連載，並在將雜誌移至《週刊PIA關東版》（PIA）後，繼續連載到2008年6月，成為江口連載最久的作品。

### 2000年代
參與2003年播出的電視動畫《星際少年隊》的人物原案。
《零的笑點》自2008年7月起在《A-ZERO》連載。雖然是月刊和全彩4頁漫畫，但它一直不間斷地持續著，並於2009年6月雜誌停刊時結束。
2018年4月，插畫展「彼女」在金澤21世紀美術館舉辦。次年2019年，巡迴了明石、下館（築西市）、青森、旭川、長野、盛岡、千葉等地。該活動一直持續到2023年3月，8個場館吸引了超過12萬人參加。2023年3月14日至4月23日，描繪「彼女」融入東京風景的「江口壽史插畫展『東京彼女』」在東京中城日比谷舉行。
2021年11月13日，他被水俁市任命為首任觀光大使。
從2022年3月31日發行的雜誌《昭和45年女 1970年女》第6卷開始，以為題，開始了對音樂作家鈴木大介的一系列音樂採訪。2023年9月起轉入兄弟雜誌《昭和40年男》（2023年10月號第8卷）繼續連載。
「江口壽史展 未完成」於2023年9月30日至2024年2月4日在世田谷文學館舉行。

## 逸事
- 高中1年級時，他認識了吉田拓郎（日语：吉田拓郎），並愛上了民謠音樂，因此不再畫漫畫[14]。而開始自己創作原創歌曲，有一次曾經嘗試將三首歌曲的卡式錄音帶提交給廣播節目《Tamu Tamu Time（日语：たむたむたいむ）》的單元。儘管他已經創作了30多首原創歌曲，並且吉他彈得相當好，但他意識到他不能指望進一步提高。當同學們為入學考試而努力學習時，他受到啟發，開始好好畫自己喜歡的漫畫。19歲時，他決定成為漫畫家[14]。就讀專門學校時，他就想著以漫畫家的身份出道，幸運的是，他提交的第一部作品就入選了Young Jump獎。
- 在他畫的短篇作品《Mark II》（1985年）裡，描述了他高中時代作為吉田拓郎崇拜者[15]。在2010年的《Record Collectors（日语：レコード・コレクターズ）》增刊「日本百強民謠／搖滾專輯 1960-1989」中，他將吉田的專輯被列為他最好的唱片／CD，並表示「如果我沒有遇到這張唱片，我就不會取得今天的成就，所以它絕對是第一名」[16]。
- 他似乎對地理一無所知，儘管他住在千葉縣，卻將成成增（東京都板橋區）誤解為千葉縣的地名。
- 佐野元春是他尊敬和尊敬的音樂家之一，因為兩人的年齡相同。另外，有一次兩人進行了交談，佐野說「我確信江口先生正在為像我一樣的事情而掙扎」，江口不知道如何回答。
- 《前進吧!! 海盜》開始連載時，編輯部要求他準備10件素材，但他只準備了5件素材。當時他在千葉父母家裡寫作，由於他是一個新人作家，他不太願意讓編輯來家裡取稿，於是雙方相約在沿途的一個車站見面，並交出了稿件。然而，隨著時間的推移，江口開始將訊息直接傳遞給編輯部。最後，他說回家太麻煩了，不想浪費時間移動，並開始在當時《週刊少年Jump》編輯部所在的集英社附近的一棟大樓2樓設置的「寫作室」一邊睡覺一邊畫稿子（傳統上，「寫作室」也供原稿延誤的作家使用。除了江口之外，近太郎（日语：コンタロウ）和蚵仔煎的中井義則也曾使用過）[17]。
- 在《停止!! 雲雀》連載期間，當他因屢次丟稿而被批評時，他宣稱「下次如果我沒有在截止日期前完成，我就剃光頭」，然而，他未能兌現諾言，正如他所承諾的那樣，他剃了個光頭。另外，在《停止!! 雲雀》的故事裡，曾經出現這個角色，它就是江口本人，如上所述，當江口成為光頭時，他也成為了光頭。
- 在他的漫畫中，他經常描繪自己的寫作速度有多慢的自嘲故事，而在上述的《停止!! 雲雀》裡，他經常被表現出忽視主要故事、被截稿日期追趕、並暗示他正在強迫自己填寫頁面，而《江口壽史的爆發晚宴》的書腰上寫著。
- 他也是「調戲（日语：ぶりっ子）」的造詞者。

## 緩慢寫作、廢棄
江口以緩慢的寫作而聞名，他的緩慢寫作的一個例子是他在《Jump》裡獲得愛讀者獎的作品《POCKY》從中期開始就以草稿的情況進行發表。由於執筆得太晚，導致無法及時印出而停刊的情況很多，也有很多連載從一開始就不定期發表。
而且，正如「（連載作品）未完的帝王」這個綽號所暗示的那樣，連載成功的作品大多都是以單集的形式連載，雖然隨時可以結束的作品很多，但需要透過連載來不斷發展故事並圓滿結束的作品卻幾乎沒有。
1996年，在《週刊Young Jump》上連載的《LUCKY STRIKE》僅發表3次就被廢棄。
他的代表作之一《停止!! 雲雀》是在時隔27年後以《停止!! 雲雀 完整版》（小學館Creative出版，全3冊）才完成的。

### 未完成和廢棄的作品
- 「EIJI」（日语：「エイジ」）
- PAPARINKO物語（日语：パパリンコ物語）
- ERIKA之星（日语：ケンとエリカ#エリカの星）
- 拳擊手KEN（日语：ケンとエリカ#BOXERケン）
- LUCKY STRIKE
- HOMERUN CATCHER
- 頸背
- 非正規 平成大江戶巷談

## 作品列表

### 漫畫
- ◎：連載作品（年度為連載開始年）
- 《收錄短篇集》■：GO AHEAD!!／□：壽五郎劇場／◆：總會有辦法！／◇：爆發晚宴／▼：擱置收藏／●：THIS IS ROCK!!／★：自選傑作集／▽：狗的日記，臭記事和其它短篇／☆：給青少年的江口壽史入門／※：單行本未收錄
- 連載作品上的□、★、☆標記表示收錄部分作品，不代表收錄整個系列。
- 《短篇集以外的收錄短篇》1：《前進吧!! 海盜》收錄／2：《日之丸劇場》收錄／3：《有方法能夠成為！》收錄／4：KAWADE夢Mook《總集篇江口壽史》收錄／5：《江口壽史的正直日記》收錄／6：吾妻日出夫著收錄

| 1977年 - 恐怖的孩子們 ■ - 8點半的決鬥 1 - 摔角風雲錄 2 - 前進吧!! 海盜 ◎ - 2100年宇宙棒球 ■ 1978年 - 隨時低潮的名偵探 ■ 1979年 - 櫻花綻放？ ■ 1980年 - GO AHEAD!! ■ 1981年 - 日之丸劇場 ◎ - 然後那些海盜 1 - 停止!! 雲雀 ◎ 1982年 - SPACE PIRATES ▼ 1983年 - POCKY ▼ - 日曬曬傷注意報 ◇ - 江口壽史的日之丸劇場 ◎□▼★☆ 1984年 - 「EIJI」 ◎ - 壽五郎劇場 □★ - Mark II ▼ 1985年 - 總之若大將 ◆ - 壽五郎的正直日記 □ - Love & Peace ◎▼ - ERIKA之星 ◎ - PAPARINKO物語 ◎※ - DOOR※ 1986年 - 戀愛膽量 ◆ - 江口壽史的總會有辦法！ ◎◆☆ - 獻給喬治·安德魯·羅梅羅 ◆ - THIS IS ROCK!! ◎● - 好·丟·臉 ◇★ - 危險接龍 ◆ 1987年 - 武藏野日記 ▼ - 日本第一不治之症 ◆ - 所以不是說了 ◆ - 某人就站在後面 ▽ - 江口壽史的教你正確畫漫畫教室 ▼ - 加山美香（17歳）告訴晃司的二、三種情況 ● 1988年 - 珍珠未來 ● - 江口壽史的爆發晚宴 ◎◇★▽☆ - 鄰里探險隊 ◎● - 百合 ▼ 1989年 - Red Monkey Yellow Fish ● - PAPARINKO物語預告篇※ 1990年 - 3（《之後的我們》▽） - KV-201XR ◇★☆ - 「EIJI」'85 ▽ 1991年 - 「EIJI」2◎ - 岡村靖幸現場演唱 ● - 日本Fe○○○振興會 ▼ - 拳擊手KEN ◎ | 1992年 - 最終家庭教師 ● - 這個月買的東西 ◎ - 江口壽史的BAHO LIVE見聞錄 ● 1994年 - 狗的日記 ▽ - Denny's Comic ◎▽ - BAHO HAPPENINGS ▽ - 真夏夜之夢 ▽ - P男 ■ - 小山田系 ▽ - 一個臭故事 ▽ 1995年 - 民翁 ▽ - 絕食 ▽ 1996年 - LUCKY STRIKE ◎※ - 性感女忍者 ◎▽ 1998年 - HOMERUN CATCHER（原作：高田嘉） ◎※ - 符號是Y ▽ - 火球男孩與鷹 ▽ - 頸背 ◎4 - 岡本綾☆ 2001年 - 消聲器 ※（原作：一條昌秀） 2002年 - 非正規 平成大江戶巷談（原作：椿屋之源） ◎※ 2003年 - 今天到此為止然後明天開始4 ※ - 今天我們就去「初音」吧。（拉麵漫畫大全 大家的拉麵） - 消聲器 ※（原作：一條昌秀） - 磯野之嫁（《漫畫ACTION》第39號） 2004年 - 壽 ◎ - 女人玩遊戲（《週刊Fami通》832號） 2005年 - 金澤日記5 2007年 - （網路漫畫，@nifty保險顧問） ◎※ 2008年 - 6 - 零的笑點 ◎ 2009年 - （文藝別冊《總特集 吉田戰車》） 2011年 - （文藝別冊《總特集 千葉徹彌》） ※ - E.T.T4格漫畫「」（與大地平太郎、田村新共同） ◎※ - （文藝別冊《總特集 諸星大二郎》） ※ 2013年 - （Eureka增刊《總特集 岡村靖幸》） ※ 2014年 - （大貫妙子出道40週年紀念書） ※ 2015年 - 金澤日記2（「正直日記」文庫版全新繪製） 2016年 - （文藝別冊《總特集 山上龍彥》） ※ 2024年 - 吉祥寺23時（「致敬書 100%孤獨的美食家！」）※ |

#### 單行本
寬版、文庫版等內容相同的重印書籍則省略。
| - 前進吧!! 海盜 - 日之丸劇場 - GO AHEAD!! 短篇集 - 停止!! 雲雀 - 「EIJI」 - 壽五郎劇場 - 江口壽史的總會有辦法！ - 江口壽史的爆發晚宴 - KEN和ERIKA - 江口壽史自選傑作集（日本漫畫家大全，雙葉社） - 江口壽史的擱置收藏（EASTPRESS） - 江口壽史的擱置收藏 超夜用（EASTPRESS） - THIS IS ROCK!!（角川書店） - 有方法能夠成為！（角川書店） - 江口壽史 JUMP WORKS（全4冊，集英社國際） | - WILL YOU PLEASE BOTTLE THE ACID?（1997年7月，MAGAZINE HOUSE，負責著、構成。作畫：河野哲郎） - 江口壽史的狗的日記、一個臭故事、其它短篇（1999年1月，BESTSELLERS） - （2000年5月，雙葉社） - 青少年向 江口壽史入門 A Young Person's Guide to Eguchi Hisashi（2002年9月，KADOKAWA） - 文藝別冊 KAWADE夢Mook 總特集江口壽史（2003年1月，河出書房新社） - 江口壽史的正直日記（2005年12月，河出書房新社） - 拉麵道場和鰤魚（2008年11月，集英社國際，共著：德丸真人） - 《Eureka》2016年2月號 臨時增刊號 總特集＝江口壽史（2016年1月，青土社） - 江口壽史 KING OF POP Side B（2016年10月，青土社，編輯：宮本大人） - This is 江口壽史!!（2023年8月，新潮社，《蜻蜓書》，藝術新潮編輯部編） |

### 設計
- 天才北野武的充滿活力電視!!（日语：天才・たけしの元気が出るテレビ!!） 片頭動畫（第4枚作畫）
- Denny's（日语：デニーズ (日本)）（菜單與其形象角色（女服務生）插圖。也用於Denny's卡）（1992年—1997年、2023年9月[19]—）
- 御宅星座（日语：おたくの星座）（人物設定）
  - 閃耀的御宅星座 IN ANOTHER WORLD（日语：おたくの星座）（人物設定）—上面作品的重製版（PC Engine的CD-ROM2對應版本）。
- 大槻賢二（日语：大槻ケンヂ）《青春巧克力》（封面插圖）
- 老人Z（人物設定）
- 藍色恐懼（人物原案）
- 戀愛講座 REAL AGE（人物設定，1999年6月24日，PS軟體，Imagineer（日语：イマジニア），也有限定版）
- 星際少年隊（人物原案）
- 發燒女孩I（日语：フィーバーガールズI）（人物設定，三共（日语：三共 (パチンコ)）製作柏青哥機台）
- 葡萄酒雜誌《Real Wine Guide》（封面插圖，株式會社Real Wine Guide發行，2002年起）
  - RWG原版月曆2014（嚴選出自從創刊以來的13張插圖所構成）
- 30minutes（日语：30minutes）、30minutes鬼（日语：30minutes鬼）（片頭插圖）
- 機關槍少女（日语：片腕マシンガール）（插圖，2008年）
- 古代少女（形象插圖，2009年）
- 肥薩橙鐵道列車車廂（2011年10月[20]）

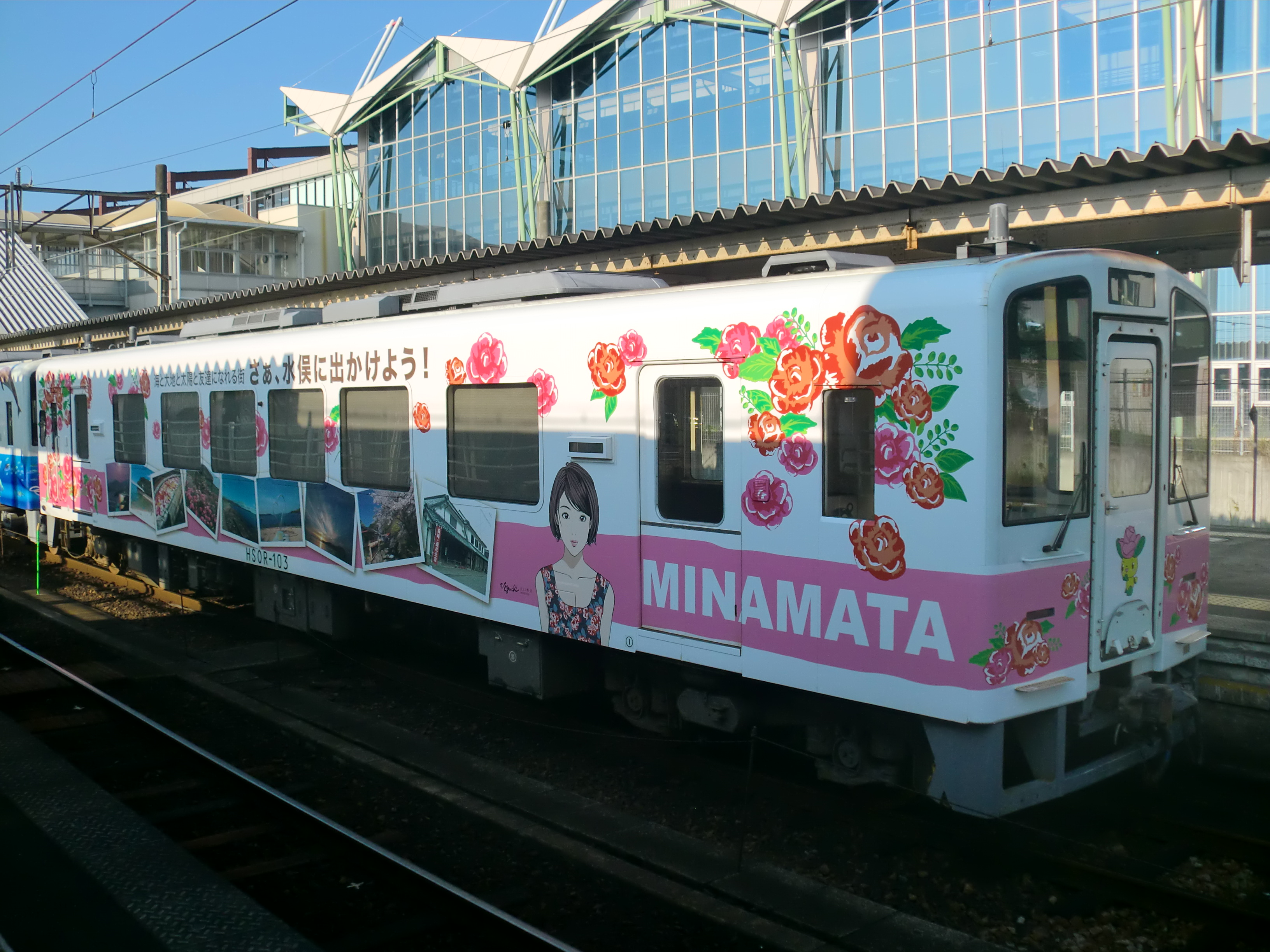
肥薩橙鐵道HSOR-100形柴聯車#鍍膜

- 水俁市（江口家鄉水俁市的旅遊指南的封面、車站海報的插圖等）
- 早安頻道（日语：ハロー!チャンネル） vol.8（封底插圖「SG」）2012年4月25日—真野惠里菜與Gibson SG的主題
- CanCam 2014年4月號（vol.7聯名企劃）—特勞登直美的主題
- 標緻汽車（標緻208GTi的形象角色與網站公開的圖像小說[21]（2013年6月）
- 漫畫家佛世世界展（插畫展「私譯魚籃觀音之圖」）2014年（3月京都、5月東京、8月千葉）
- 舉辦首場個人全國巡迴畫展「江口壽史展 KING OF POP」（2015年9月—11月，北九州市漫畫美術館。12月—2016年1月，川崎市市民美術館「KING OF POP SideB」。2015年10月—2016年2月，明治大學米澤嘉博紀念圖書館），截至2017年4月在全國7個城市巡迴展出。
- 季節信用（形象角色，2017年—）
  - 東池袋52（日语：東池袋52） 第4期Vtuber成員角色設定（2018年）—雖然該組合已於2022年結束活動，但Vtuber的視覺效果仍將作為上述季節信用的圖像人物繼續存在。
- 紅乙女—紅乙女酒造（日语：紅乙女酒造）芝麻燒酒（標籤設計，2019年5月）[22]
- 吉祥寺SUNROAD商店街（日语：吉祥寺サンロード商店街） 旗幟設計等（2019年7月—）
- 水俁市 人孔蓋設計（2020年3月）[23]
- 漂流少年（人物原案，2021年）[24]
- Ani x Para ～誰是你的英雄？～ 第13彈「帕奧滑雪」（人物設定，2022年）[25]
- 華歌爾「Wing」Natural Up Bra×江口壽史（2023年1月—）—描繪穿著實際產品的人的肖像的合作企劃[26]
- PILOT 原子筆「juice」生見愛瑠×江口壽史合作插畫包（插畫包，2023年2月）[27]
- 櫻木紫乃（日语：桜木紫乃）『妄想Radio』（封面插圖，2023年）
- 吉普森 品牌創立130週年特別項目（特別藝術工作，2024年）[28][29]

#### 封套插圖（音樂）
- 珍珠兄弟（日语：パール兄弟） 專輯1991年6月
- BAHO（Char、石田長生（日语：石田長生）） 專輯《HAPPENINGS》（含封套插圖）1998年6月
- 朝日美穗（日语：朝日美穂）、直枝正廣（日语：直枝政広）&Brownnose 專輯《TRIBUTE TO YASUYUKI OKAMURA EP》2001年7月
- 岡村靖幸（日语：岡村靖幸） 致敬專輯《沒有什麼能比得上你》2002年4月
- ROUND TABLE featuring Nino 單曲《Sunny Side Hill》2003年10月
- 銀杏BOYZ（日语：銀杏BOYZ） 專輯《你與我的第三次世界大戰的戀愛革命（日语：君と僕の第三次世界大戦的恋愛革命）》2005年1月
- 吉田拓郎（日语：吉田拓郎） 專輯《瞬間之夏（日语：一瞬の夏）》2005年3月
- MAMALAID RAG（日语：MAMALAID RAG） 專輯《the essential MAMALAID RAG》（封套插圖，信藤三雄（日语：信藤三雄））2010年4月
- DJ KAWASAKI（日语：DJ KAWASAKI） 專輯《BLACK&GOLD》2012年3月
- SHIT HAPPENING（日语：SHIT HAPPENING） 專輯《Lodge》（含封套插圖）2012年12月
- lyrical school（日语：lyrical school） 專輯《date course（日语：date course）》2013年9月
- So nice 模擬單曲盤《光速道路》2014年4月
- Shiggy Jr.（日语：Shiggy Jr.） 迷你專輯《LISTEN TO THE MUSIC》2014年7月
- 新·Chirolyn（日语：新・チロリン） 專輯《Last Pajama Party》2015年8月
- 東京斯卡樂園管絃樂團 單曲《說謊的嘴唇》2015年12月
- Shiggy Jr. 專輯《ALL ABOUT POP》2016年10月
- 大森靖子 專輯《MUTEKI》2017年9月
- lyrical school 專輯《WORLD 'S END》2018年6月
- so nice RYUTist（日语：RYUTist） 分離模擬單曲盤《週日夏日火車》2018年8月
- lyrical school 專輯《BE KIND REWIND》2019年9月
- SEKAI NO OWARI 單曲《umbrella》2020年6月
- Pictured Resort 12吋EP模擬盤《DYE IT BLUE》2020年8月
- 大江千里（日语：大江千里 (アーティスト)） 專輯《Class of '88》2023年5月24日[30]

#### 插畫集
- NO MATTER（1988年4月，雙葉社）
- ILLUSTRATION H（1991年7月，雙葉社）
- EGUCHI HISASHI WORLD 1980s（1995年8月，美術出版社（日语：美術出版社））
- EGUCHI HISASHI WORLD 1990s（1995年8月，美術出版社）
- 明信片書 ONLY IN DREAMS（1996年11月，美術出版社）
- 江口壽史 STRIP SHOW H（1999年10月，美術出版社）
- 江口壽史 SCRAPBOOK E（1999年10月，美術出版社）
- （2004年9月，雙葉社）
- WORKs EH 95-08（2008年10月，小學館Creative）
- KING OF POP 江口壽史 全插畫集（2015年9月，玄光社（日语：玄光社））[注 1]
- step -Eguchi Hisashi 1、2：llustration Book（2018年4月—2023年7月，河出書房新社）
- RECORD 1992-2020 CD封套藝術工作集（2020年4月，河出書房新社）
- 彼女（2021年3月，集英社國際）
- 江口壽史頁首大全集（2023年10月，小學館）[注 2]
  - 江口壽史展 未完成（2023年—2024年，世田谷文學館（日语：世田谷文学館））

#### 藝術相關書籍
- 江口壽史監修姿勢集 基本篇（1994年）
- 江口壽史監修姿勢集 運動篇（1995年）
- 江口壽史監修姿勢集 日常篇（1995年）
- 江口壽史監修姿勢集 情侶基本篇（1996年）
- 江口壽史監修姿勢集 情侶日常篇（1996年）
- 江口壽史監修姿勢集 兩人的姿勢彩色版（2001年，美術出版社）
- 江口壽史的塗鴉（2008年／新版2018年，河出書房新社）

#### 漫畫集監修
- 日本短篇漫畫傑作集（2021年，小學館）—全6冊

石川潤、江口壽史、吳智英、中野晴行、村上知彥、山上龍彥（共同監修）

## 影像化作品

### 電視劇
富士電視台、關西電視台
- 世界奇妙物語系列
  - 「High Noon（日语：ハイ・ヌーン）」（1992年6月11日，《世界奇妙物語》主演：玉置浩二）—收錄在《前進吧!! 海盜（日语：すすめ!!パイレーツ）》裡，更名為。
  - 「High Noon」（2014年11月18日，《世界奇妙物語 25週年紀念！秋季2週連續特集》主演：和田現子）[注 3]
  - （2017年4月29日，《世界奇妙物語 '17春季特別篇》[注 4] 主演：瀧藤賢一）[31]收錄在《江口壽史的爆發晚宴（日语：江口寿史の爆発ディナーショー）》。

NHK One Seg2
-  全3話／Digest（2011年5月7日、14日、21日／28日，《NHK One Seg開發（日语：青山ワンセグ開発）》主演：山下莉緒）

## 媒體演出

### 電視劇
- 形形色色孤獨的美食家 第11話（東京電視台，2024年12月14日）—飾 本人[32]

### 廣播節目
- TOKYO M.A.A.D SPIN（日语：TOKYO M.A.A.D SPIN）（J-WAVE）—由編輯鳥和彥和遊戲設計師堀井雄二主演的節目。在鳥嶋擔任MC的「漫畫篇」中出現
  - 2024年4月28日、5月26日[33][34]
  - 2025年5月24日、31日—與漫畫家桂正和一同演出[35]

## 影響江口的漫畫家
- 千葉徹彌—特別是《明日之丈》的影響力很大，在各種作品中都描繪了拳擊。此外，早期的畫風也是從模仿千葉開始的。
- 赤塚不二夫
- 山上龍彥（日语：山上たつひこ）
- 鴨川一（日语：鴨川つばめ）—當他作為嘉賓出現在BS漫畫夜話（日语：BSマンガ夜話）第23彈《通心粉菠菜莊（日语：マカロニほうれん荘）》（2002年8月5日—8日）時，他公開承認自己受到了江口的影響。

## 助手
- 西秋
- 河野哲郎
- 一條裕子（日语：一條裕子）

## 腳註

## 相關項目
- 搞笑漫畫（日语：ギャグ漫画）
- 調戲（日语：ぶりっ子）

## 外部連結
- 江口壽史的Facebook專頁 （日語）
- 江口壽史的X（前Twitter） （日語）
- 江口壽史 egutihisasi的Instagram帳戶 （日語）
- 江口壽史 EGUCHI HISAHI的Instagram帳戶 （日語）
- YouTube上的Hisashi Eguchi, Mangaka (Stop!! Hibari-kun！) - toco toco（2017年10月1日，江口壽史肖像紀錄片） （日語）
- KOTOBUKI-STUDIO （日語）—江口壽史的官方個人網站。